# Marathon de Berlin 2010
Navigation
Édition précédente Édition suivante
Le Marathon de Berlin de 2010 est la 37e édition du Marathon de Berlin, en Allemagne, qui a eu lieu le dimanche 26 septembre 2010. C'est le troisième des World Marathon Majors à avoir lieu en 2010 après le Marathon de Boston et le Marathon de Londres. Le Kényan Patrick Makau remporte la course masculine avec un temps de 2 h 5 min 8 s. L'Éthiopienne Aberu Kebede s'impose chez les femmes en 2 h 23 min 58 s.

## Résultats

### Hommes
| Rang | Athlète           | Nationalité | Temps           |
| ---- | ----------------- | ----------- | --------------- |
|      | Patrick Makau     | Kenya       | 2 h 05 min 08 s |
|      | Geoffrey Mutai    | Kenya       | 2 h 05 min 10 s |
|      | Bazu Worku        | Éthiopie    | 2 h 05 min 25 s |
| 4    | Yemane Tsegay     | Éthiopie    | 2 h 07 min 52 s |
| 5    | Eliud Kiptanui    | Kenya       | 2 h 08 min 05 s |
| 6    | Bernard Kipyego   | Kenya       | 2 h 08 min 50 s |
| 7    | Tadesse Abraham   | Éthiopie    | 2 h 09 min 24 s |
| 8    | Gilbert Yegon     | Kenya       | 2 h 10 min 34 s |
| 9    | Masakazu Fujiwara | Japon       | 2 h 12 min 00 s |
| 10   | Ser-Od Bat-Ochir  | Mongolie    | 2 h 12 min 42 s |

### Femmes
| Rang | Athlète                    | Nationalité    | Temps           |
| ---- | -------------------------- | -------------- | --------------- |
|      | Aberu Kebede               | Éthiopie       | 2 h 23 min 58 s |
|      | Bezunesh Bekele            | Éthiopie       | 2 h 24 min 58 s |
|      | Tomo Morimoto              | Japon          | 2 h 26 min 10 s |
| 4    | Sabrina Mockenhaupt        | Allemagne      | 2 h 26 min 21 s |
| 5    | Olena Burkovska            | Ukraine        | 2 h 28 min 31 s |
| 6    | Adriana Pertea             | Roumanie       | 2 h 30 min 15 s |
| 7    | Adriana Aparecida da Silva | Brésil         | 2 h 32 min 30 s |
| 8    | Tanith Maxwell             | Afrique du Sud | 2 h 32 min 33 s |
| 9    | Lisa Stublic               | Croatie        | 2 h 33 min 42 s |
| 10   | Agnieszka Gortel           | Pologne        | 2 h 34 min 47 s |

### Fauteuils roulants (hommes)
| Rang | Athlète | Nationalité | Temps |
| ---- | ------- | ----------- | ----- |
|      |         |             |       |
|      |         |             |       |
|      |         |             |       |

### Fauteuils roulants (femmes)
| Rang | Athlète | Nationalité | Temps |
| ---- | ------- | ----------- | ----- |
|      |         |             |       |
|      |         |             |       |
|      |         |             |       |